# Pallicephala willistoni
Pallicephala willistoni är en tvåvingeart som först beskrevs av Cole 1965.  Pallicephala willistoni ingår i släktet Pallicephala och familjen stilettflugor. Inga underarter finns listade i Catalogue of Life.